# Nelly i Nora
Nelly i Nora (ang. Nelly & Nora) – irlandzki serial animowany, w Polsce emitowany na kanałach CBeebies oraz TVP ABC. 

## Obsada
- Clodagh Kane – Nelly
- Aoibhinn McAuley – Nora
- Ardal O'Hanlon – Tata
- Linda Teehan – Mama
- Paul Tylak – Rolnik Joe
- Glynis Casson – pani Boner
- Barbara Bergin – pani Flurry
- Alex Gildea – Garreth
- Oliver Geoghegan – Oliver
- Anabel Sweeney – Katie[1]

## Wersja polska
W rolach głównych wystąpiły:
- Zuzanna Daniel – Nelly
- Patrycja Teterycz – Nora

W pozostałych rolach:
- Małgorzata Rychlicka-Hewitt – mama
- Piotr Maćkowski – tata
- Elżbieta Goetel – pani Boner (odc. 44)
- Jacek Labijak – Rolnik Joe (odc. 47)
- Tomasz Pionk
- Barbara Kubica-Daniel

i inni
Realizacja dźwięku: Marcin Kalinowski
Reżyseria: Karolina Kinder
Kierownictwo produkcji: Paweł Żwan
Opracowanie wersji polskiej: Studio Tercja Gdańsk dla Hippeis Media International
Lektor: Jacek Labijak

## Spis odcinków
| Nr  | Nieoficjalny polski tytuł       | Angielski tytuł     |
| --- | ------------------------------- | ------------------- |
| 1.  | Pod wiatr                       | Blown Together      |
| 2.  | Gorąco pod nogami               | Hot Foot            |
| 3.  | Jesienne przyklejanki           | Stick to Trees      |
| 4.  | Nowa rzeczka                    | New River           |
| 5.  | Robienie chmurek                | Making Clouds       |
| 6.  | Chmurka, która spadła na ziemię | Fallen Cloud        |
| 7.  | Zabawa w owieczkowanego         | Hide and Sheep      |
| 8.  | Zagubione we mgle               | Lost in Fog         |
| 9.  | Tęcze                           | Rainbows            |
| 10. | Dzień w łóżku                   | Cold in Bed         |
| 11. | Silny wiatr                     | Blown Away          |
| 12. | Gdzie jest but?                 | One Boot Off        |
| 13. | Przemarznięte                   | Frosted In          |
| 14. | Zapachowy wiaterek              | A Smelly Breeze     |
| 15. | Deszczowa muzyczka              | Raindrop Music      |
| 16. | Owieczki zdejmijcie sweterki    | Spring Sheep        |
| 17. | Wstańcie krówki                 | Stand Up Comedy     |
| 18. | Papierowa łódka                 | Ship Ahoy           |
| 19. | Rodzinne zdjęcie                | Family Photo        |
| 20. | Księżycowa ścieżka              | Moon Path           |
| 21. | Po śladach                      | The Trail Runs Cold |
| 22. | Powalone drzewo                 | If a Tree Falls     |
| 23. | Telefon                         | Mobile Phones       |
| 24. | Deszczowy taniec                | Rain Dance          |
| 25. | Gorący piesek                   | Hot Dog             |
| 26. | Burzowy grill                   | Cooking Up a Storm  |
| 27. | Słoneczne kwiatki               | Sun Spots           |
| 28. | Śniegowy domek                  | Snow House          |
| 29. | Zbyt gorąco                     | Too Hot             |
| 30. | Wiatrakowa dziewczynka          | Windmill Girl       |
| 31. | Piaskowe potwory                | Sand Monsters       |
| 32. | Na ratunek jeziorku             | Rockpool Rescue     |
| 33. | Zamarznięty stawik              | Frozen              |
| 34. | Piknik przy zachodzie słońca    | Sunset Picnic       |
| 35. | Słoneczne miejsca               | Sunny Spotlights    |
| 36. | Mgiełkowe Zoo                   | Foggy Zoo           |
| 37. | Roślinka Nory                   | Nora’s Plant        |
| 38. | Rolnik Mikołaj                  | Farmer Christmas    |
| 39. | Burza!                          | Thunder!            |
| 40. | Ciekawe rozmowy                 | All the Talk        |
| 41. | Okulary przeciwsłoneczne        | Sunny Glasses       |
| 42. | Puszczanie latawców             | Kite Surfing        |
| 43. | Włosy Nelly                     | Nelly’s Hair        |
| 44. | Wiosenny śnieg                  | Spring Snow         |
| 45. | Cieniowy zamek                  | The Shadow Castle   |
| 46. | Wiatrowe mewy                   | Stormy Seagulls     |
| 47. | Nocne słoneczko                 | Night Time Sun      |
| 48. | Śnieżne zamieszanie             | Snow Flurry         |
| 49. | Muzyczne przedstawienie         | Music Show          |
| 50. | Błyskowy taniec                 | Flash Dance         |
| 51. | Święto zbiorów                  | Harvest Feast       |
| 52. | Zaćmienie księżyca              | Lunar Eclipzzz      |